# Christliche Polizeivereinigung (Deutschland)

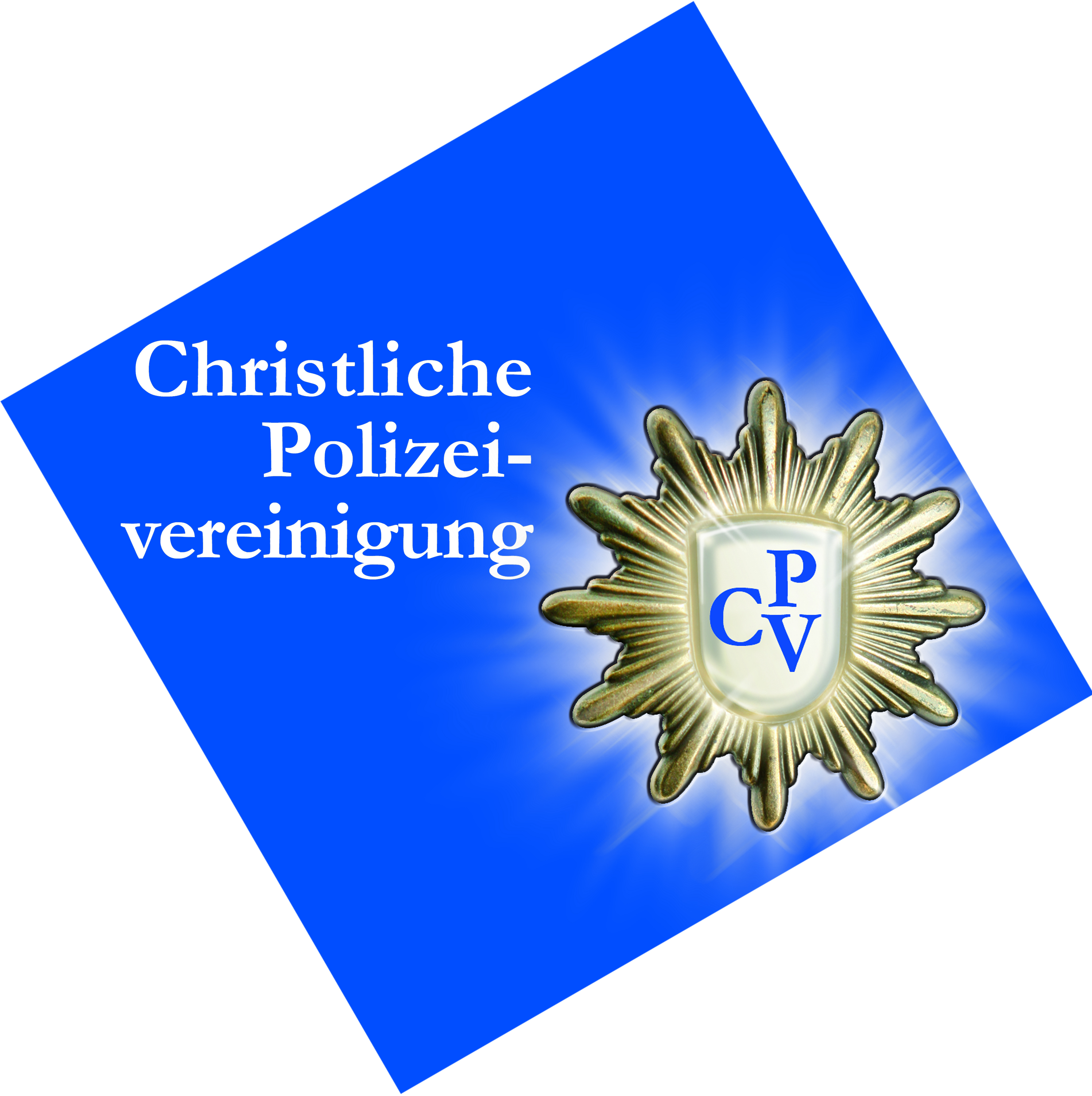
Das Logo der CPV

Die Christliche Polizeivereinigung (CPV e. V.) ist ein deutscher überkonfessioneller, gemeinnütziger Berufsverband, in dem sich aktive und pensionierte Mitarbeiter der Polizeien des Bundes und der Länder aus den beiden großen Volkskirchen sowie zahlreichen weiteren christlichen Konfessionen zusammengeschlossen haben. Der Vereinssitz der 1984 gegründeten Vereinigung sowie die Bundesgeschäftsstelle befinden sich in Heiligenhaus (Nordrhein-Westfalen).

## Auftrag und Ziel
Gemäß ihrer Satzung leistet die CPV einen Beitrag zur Vermittlung christlicher Werte im polizeilichen Berufsalltag und zur Ausgestaltung der Berufsethik. Dazu gehört auch soziale Hilfe, unabhängig von der religiösen Überzeugung des Bedürftigen. Weiterhin sollen auch Kontakte unter Polizeibediensteten und ihren Angehörigen gefördert werden. Sie bietet in verschiedenen Situationen praktische Lebens- und Orientierungshilfen, dieses oft in Verbindung und mit Unterstützung der evangelischen und katholischen Polizeiseelsorge.

## Mitgliedschaften
Der Verein ist Mitglied in der International Christian Police Fellowship, dem internationale Dachverband der nationalen Christlichen Polizeiorganisationen. Im deutschsprachigen Raum arbeitet sie eng mit der Christlichen Polizeivereinigung Schweiz und Christliche Polizei Vereinigung Österreich zusammen. Sie fühlt sich der Deutschen Evangelischen Allianz verbunden.

## Geschichte
Durch die englische Sozialreformerin Catherine Gurney (1848–1930), die sich seelsorgerlich um Polizeibeamte kümmerte, entstand Ende des 19. Jahrhunderts in England die Bewegung Christlicher Polizeivereinigungen. Daraus entwickelte sich später ein internationaler Verband. In Berlin lernte Gurney die deutsche Kirchenliederdichterin Hedwig von Redern kennen, infolgedessen 1904 auch in Deutschland eine Christliche Polizeivereinigung unter den Namen „Bund Christlicher Polizei Beamter“ (BCPB) gegründet wurde. Dazu werden mit Erlaubnis des Berliner Polizeipräsidenten 7000 „Schutzleute“ eingeladen. 80 Polizisten folgen der Einladung und es entstehen 5 Gruppen in verschiedenen Berliner Stadtteilen. 1909 wird als monatliche Vereinspublikation die Zeitschrift „Allzeit bereit“ eingeführt und zum Jahresabonnementspreis von 1 Reichsmark angeboten. Die erste Ausgabe wird in einer Auflage von 2400 Exemplaren verbreitet. 1913 werden bereits 24 Städte mit CPV-Gruppen im „Allzeit bereit“ aufgeführt.

## Aktivitäten

### National
Der Verband ist in Landes- und Regionalgruppen organisiert, die örtliche Veranstaltungen (Impulsabende, Themenabend u. ä.) anbieten. Sie hat Verbindungen zu über 4.000 Polizisten. Ein Freundeskreis umfasst gut 1.500 Personen aus Politik, Wirtschaft, Kirchen und Kultur. Im Oktober 2017 hatte die Christliche Polizeivereinigung knapp 500 Mitglieder. Ehrenkommissar der CPV ist u. a. der Fernsehjournalist und Bestsellerautor Peter Hahne. Bayerns Innenminister Joachim Herrmann hat beim 30. Jahresempfang der Christlichen Polizeivereinigung (CPV e. V.) in Nürnberg unter dem Motto „Wertschöpfung durch Wertschätzung“ die hohe Bedeutung des Berufsverbands hervorgehoben. „Die Christliche Polizeivereinigung bietet auf vielfältigste Weise praktische Lebens- und Orientierungshilfen und unterstützt damit unsere Polizistinnen und Polizisten tatkräftig in allen Lebensbereichen“, betonte Herrmann. „Ihr großartiges Engagement zum Wohle unserer Polizeikräfte verdient höchste Anerkennung.“ An dem 30. Jahresempfang nahmen mehr als 600 Vertreter aus Politik, Verwaltung, Wirtschaft und Kirchen teil.

### International
Internationale Kontakte sind ein wichtiger Teil der Vereinsarbeit. Der Verein unterstützt ein internationales Polizeiteam bei der Durchführung von Seminaren und Schulungen für Polizeiführungskräfte in Ländern, in denen demokratische Werte zu den Errungenschaften der letzten Jahre gehören. Hier geht es unter anderem um die Fortentwicklung ethischer Prinzipien für die Führung in der Polizei und um fachliche Unterstützung bei der Bekämpfung der Korruption. Dabei genießt sie die Anerkennung deutscher Innenminister: „Mit Stolz dürfen Sie als CPV auf die zurückliegenden Jahre zurückblicken und den damit verbundenen Einsatz für christliche Werte. Dazu gehört auch der grenzüberschreitende Aspekt – die von der CPV durchgeführten internationalen Seminarangebote über ethisch-moralische Werte in der Polizeiführung und das Antikorruptionsseminar, das auf verschiedenen Kontinenten durchgeführt wird. Als wertvoll haben sich auch die Kontakte zu Polizeipfarrern und Seelsorgern bewährt.“
Vom 14. bis 17. September 2017 fand in Bregenz unter dem Thema „UNSicherheit³“ die trinationale Bodenseekonferenz zusammen mit der Christlichen Polizeivereinigung Schweiz und Christliche Polizei Vereinigung Österreich statt. Bei der öffentlichen Veranstaltung referierten unter anderem Kriminalpsychologe und Gerichtspsychiater Prof. Dr. Reinhard Haller, hochrangige Polizisten und Polizeiseelsorgerin Dr. Marilyn Neubauer. Es wurden innere Konflikte und Ängste im Polizeialltag beleuchtet, Konflikte, wenn sich Dienstanweisungen oder Einsätze nur schwer mit den eigenen Glaubens- und Werteeinstellungen vereinbaren lassen oder Angst bei gewalttätigen Demonstrationen wie beim G 20 in Hamburg thematisiert.

## Publikationen
2023 wurde in der 6. Auflage (25.000 Exemplare) die überarbeitete sogenannte „Polizeibibel“ der Öffentlichkeit vorgestellt, nachdem bereits 60.000 Exemplare in den vorherigen Auflagen gedruckt und in der Polizeiliteratur durchweg positiv rezensiert wurden. Erstmalig wurde das Buch zusammen mit der CPV Schweiz und Österreich herausgegeben. „Das von der Christlichen Polizeivereinigung herausgegebene „Neue Testament für Polizeiangehörige“ ist eine Erfolgsgeschichte. Das macht schon die große Nachfrage deutlich (...). Sie zeigt, dass uns dieses ganz und gar außergewöhnliche Buch auch heute noch viel zu sagen hat.“, schreibt Bundesminister des Innern a. D. Dr. Thomas de Maizière. „Es war eine ausgezeichnete Idee der Christlichen Polizeivereinigung e. V., eine eigene Bibel herauszugeben. Denn wir dürfen nie vergessen, dass der Polizeidienst Dienst am Menschen durch Menschen ist. Von seiner ganzen Ausrichtung her erfüllt er wesentliche christliche Grundanliegen wie Schutz und Hilfe für Schwache, Beistand für Opfer von Gewalttaten oder Sorge für Gerechtigkeit. Das Wort Gottes gibt echte „innere Sicherheit“.“  lobt Bayerns Innenminister Joachim Herrmann im Vorwort. Die Polizeibibel enthält neben gut verständlichen Texten des Neuen Testaments sowie der Psalmen bewegende Erlebnisse und Erfahrungsberichte von Polizeibeamten aus dem deutschsprachigen Raum. Zudem finden sich darin Informationen für Todesbenachrichtigungen sowie eine „komprimierte Darstellung biblisch-ethischer Werte“. Abgerundet wird das Buch durch einen Überblick über die Aufgaben der Polizeiseelsorge und das wichtige Thema Posttraumatische Belastungsreaktion. Für die 6. Auflage wurden die Begleittexte vollständig überarbeitet. Der Verein will hiermit für physisch und/oder psychisch besonders belastende Einsätze wichtige Hilfen anbieten. Dazu zählen Stress- und Ursachenerkennung, Prävention, die Motivation zu einer gesunden Lebensführung und letztlich therapeutisch-seelsorgerliche Unterstützung.
Im Jahr 2018 erschien das Buch „Hautnah – Mit Gott bei der Polizei“. Der Polizeiberuf stellt hohe Anforderungen an die körperliche und geistige Leistungsfähigkeit sowie an die seelische Belastbarkeit. In diesem Buch berichten Polizisten aus Deutschland, Österreich und der Schweiz über belastende Einsätze und darüber, wie ihnen der christliche Glaube dafür Kraft und Mut schenkt. In einem Beitrag etwa schreibt ein Polizist, wie er nach dem Amoklauf von Winnenden von Kollegen nach dem Glauben gefragt wurde. „Sie lassen die Leser gewissermaßen in ihr Herz hineinschauen“, schreibt der Verlag. „Es sind nicht die spektakulären Geschichten, die es auszeichnen, sondern die vielen kleinen Erlebnisse, in denen die christlichen Beamten ganz individuell Bewahrung erlebt haben; die Erzählungen, wie sie belastende Einsätze ertragen und mit Leid umgehen; wie sie nach einem Amoklauf die Frage von Kollegen beantworten, was sie trägt.“, schreibt eine Rezensentin. Dieses Buch der Christlichen Polizeivereinigung Deutschland ist in Zusammenarbeit mit der CPV Österreich und der CPV Schweiz erschienen und aufgrund der Nachfrage bereits in der 2. Auflage aufgelegt worden.
Wegen der positiven Resonanz wurde nach Auskunft des Verlages 2020 ein weiteres Buch mit Erlebnisberichten von christlichen Polizisten mit dem Titel „Hautnah 2 – Mit Gott bei der Polizei“ herausgegeben.
Seit 2019 geben die CPV Deutschland und die Christliche Polizei Vereinigung Österreich in Kooperation mit der Christliche Verlagsgesellschaft Dillenburg jährlich den Wandkalender „Mit Gott bei der Polizei“ heraus, der über den Buchhandel angeboten wird. Laut Veröffentlichung des Vereines soll der Kalender interessierten Bürgern helfen, „Position zu beziehen: wir stehen hinter unserer Polizei!“ Er enthält Fotos aus dem Polizeialltag mit Bibelversen.
Im Frühjahr 2022 erschien das Buch Unter die Haut. Umgang mit Extremsituationen bei Polizei und Feuerwehr, welches sich an Polizeibeamte und Feuerwehrleute richtet. In diesem Buch berichten Einsatzkräfte von Polizei und Feuerwehr aus ihrem Berufsalltag. Gemeinsam mit einer erfahrenen Psychotherapeutin und einem langjährigen Polizeiseelsorger wollen sie den professionellen Umgang mit Extremereignissen von verschiedenen Seiten betrachten, für das Thema sensibilisieren und Möglichkeiten des Umgangs damit aufzeigen. Der bayerischer Staatsminister des Innern Joachim Herrmann schreibt in seinem Grußwort: „Ich wünsche mir, dass das neue Buch auch über Polizei und Feuerwehrkreise hinaus für das Thema ‚Umgang mit Extremsituationen‘ sensibilisiert.“ „Ich danke (...) allen, die uns an ihren Erfahrungen teilhaben lassen, und wünsche eine große Zahl interessierter Leser und Leserinnen.“ schreibt Polizeipräsident Roman Fertinger, Mittelfranken, in einem weiteren Grußwort. In einer Rezension heißt es: „Ihre Berichte sind nichts für schwache Nerven. Aber genau deshalb handelt das Buch auch glaubwürdig davon, was bei der Bewältigung solcher Erlebnisse wirklich helfen kann. Es ist eine Einladung, diese Hilfe auch anzunehmen.“ Das Buch wird auch von der Gewerkschaft der Polizei empfohlen.
Das "Einsatztagebuch" von Polizeihauptkommissar Dieter Erath wurde im Mai 2024 vorgestellt. Dieses Buch der Reihe „Mit Gott bei der Polizei“ soll "erneut einen interessanten Einblick in die vielfältigen Herausforderungen der polizeilichen Arbeit ermöglichen".
An die junge Generation richtet sich das „Kinderheft Mit Gott bei der Polizei“, welches 2023 in einer Auflage von 6.000 Exemplaren aufgelegt wurde. Es enthält Informationen rund um die Polizei, Erlebnisberichte, Rätsel, Poster und eine Bastelvorlage.